# Église Saint-Augustin-lès-Angers d'Angers
L'église Saint-Augustin-lès-Angers est une église catholique située à Angers, en France.

## Localisation
L'église est située dans le département français de Maine-et-Loire, sur la commune d'Angers.

## Historique
L'édifice est classé au titre des monuments historiques en 1960.